# نمل حفار أسود
النمل الأسود الحفار أو نملة النجار السوداء (الاسم العلمي: Camponotus pennsylvanicus) هو أحد أكبر أنواع النمل الحفار وأكثرها شيوعًا، تعيش في وسط وشرق الولايات المتحدة وشرق كندا.

## المظهر الخارجي
يمكن تمييزه عن أنواع النمل النجار الأخرى من خلال اللون الأسود الباهت للرأس والجسم، والشعر الأبيض أو الأصفر على البطن. جميع طبقات هذا النوع (بما في ذلك العاملات الرئيسيات والثانويات والملكات والذكور) تكون سوداء أو مسودة اللون. كما تصنف على انها متعددة الأشكال. حيث يمكن أن يصل طول الملكات حوالي 19-21 ملم ويمكن للعاملات الأكبر حجمًا (النملة المحاربة) تحقيق أحجام مماثلة بحوالي 14-17 ملم. إلى جانب العديد من الأنواع الأخرى من فصيلة النمل الحفار، فهي من بين أكبر أنواع النمل في أمريكا الشمالية. وكما هو الحال مع جميع أنواع النمل، يكون لدى العاملات عادة 12 قرن استشعار ركبي (مرفقي). ويكون عادة للطور المجنح منها أجنحة صفراء.

## السلوك
من المعروف أن النمل النجار الأسود يبحث عن الطعام على مسافة تصل إلى 100 ياردة (91 مترًا)، ويترك آثارًا كيميائية (فيرومونية) أثناء بحثه عن الطعام من خلال حاسة الشم. يمكن أن تحتوي الأعشاش على آلاف الأفراد، ويمكن ملاحظة هذه الأعشاش الكبيرة من خلال صوت التشقق المسموع الذي يصدره العمال. لا تستطيع نملة النجار السوداء أن تلسع، ولكن العاملات الأكبر حجماً يمكنهن توجيه لدغة حادة، والتي يمكن أن تصبح أكثر تهيجاً عند رش حمض الفورميك على الجرح. يعتني العاملون بالمن حيث تفرز الندوة العسلية التي يعتني بجمعها العاملون الأصغر حجمًا ويوصلها إلى العاملين الأكبر حجمًا الذي بدورة يوصلة للعش. كما تتغذى هذه الحيوانات على الحشرات الميتة وعصائر النباتات. وعادة ما تبحث عن طعامها ليلاً. 

## المسكن
يتواجد النمل النجار الأسود في كل مكان تقريبًا في شرق جبال روكي، الغابات، وحواف الغابات، والضواحي.

## تدابير الرقابة
في بيئتها الطبيعية، يبني النمل النجار الأسود أعشاشه في الأشجار الميتة وغيرها من الأخشاب الميتة. وهذا يزيد من تحللها، الأمر الذي يعود بفوائد بيئية. ومع ذلك، تصبح آفات عندما تغزو مستعمرة من النمل الخشب في منزل أو أي مبنى آخر، الذي يؤدي إلى إتلاف سلامته البنيوية.
نظرًا لأنها تفضل الخشب الرطب كمسكن، فيجب القضاء على أي حالة تعزز الرطوبة لمنع الإصابة. أسهل هذه الأمور هو إبقاء المزاريب نظيفة حتى لا يتدفق الماء على جانب الهيكل أو يدخل إلى الداخل. الخشب الرطب أسهل في المضغ. النمل لا تأكل الخشب، بل تزيله لإنشاء ممرات لأنشطتها. تمتد الممرات بالتوازي مع الحبوب، حيث يتم إنشاؤها في الأجزاء الأكثر ليونة وغير المحاذية من الخشب. تتمتع الممرات بملمس يشبه ورق الصنفرة، بسبب بقايا البراز، لكن أنابيب الطين التي ينتجها النمل الأبيض لن تكون موجودة.